# Colilodion concinnus
Espèce
Colilodion concinnus est une espèce de coléoptères de la famille des Staphylinidae.

## Répartition
Cette espèce est connue de Sumatra, en Indonésie.